# 奥拉西 (科罗拉多州)
奥拉西（英語：Olathe），是美国科罗拉多州蒙特罗斯县下属的一座城市。建市于1907年10月16日，面积大约为1.451平方英里（3.758平方公里）。根据2010年美国人口普查，该市有人口1,849人。2011年估计该市有人口1,838人，相比2010年人口增长率为-0.59%。同时，论人口该市是科罗拉多州第115大城市。